# Parnas (métro de Saint-Pétersbourg)
Pour les articles homonymes, voir Parnas.
Parnas (en russe : Парна́с) est la station terminus nord de la ligne 2 du Métro de Saint-Pétersbourg. Elle est située sur le territoire de la commune urbaine de Pargolovo, dans le raïon de Pargolovo à Saint-Pétersbourg en Russie.
Mise en service en 2006, elle est la station de Russie la plus au nord, elle est desservie par les rames de la ligne 2 du métro de Saint-Pétersbourg.

## Situation sur le réseau

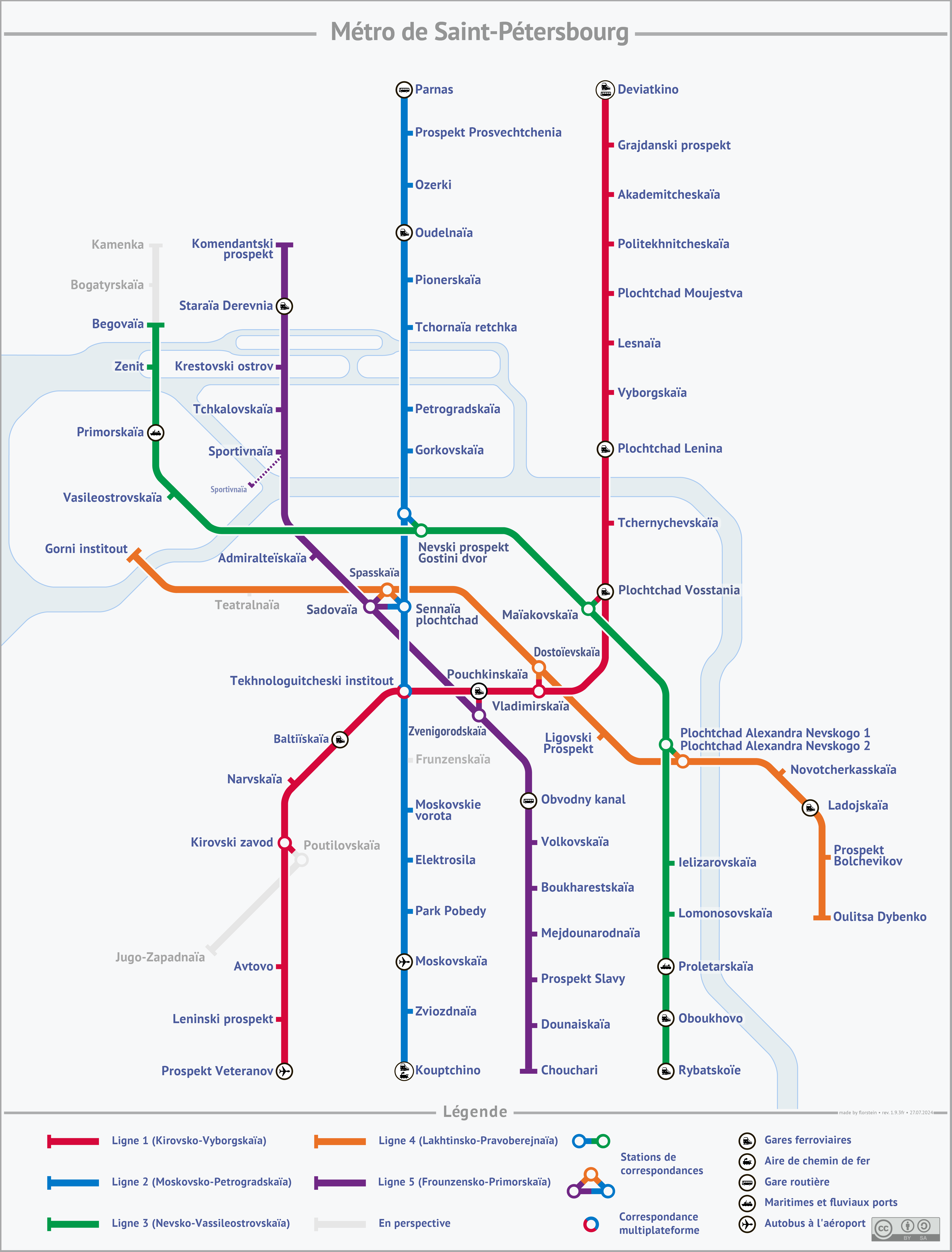
Plan du métro.

Établie en surface, Parnas est la station terminus nord de la ligne 2 du métro de Saint-Pétersbourg. Elle est située avant la station Prospekt Prosvechtchenia, en direction du terminus sud Kouptchino.
La station dispose des deux voies de la ligne encadrées par deux quais latéraux. Elle est établie entre la sortie du tunnel et le dépôt de Vyborgskoïe.

## Histoire
La station est ouverte le 22 décembre 2006 sur la section existante de « Prospekt Prosvechtchenia - dépôt Vyborgskoïe ». Elle devait être construite peu de temps après la mise en service du site de lancement Oudelnaïa - Prospekt Prosvechtchenia, mais en raison du report de la construction du dépôt de Vyborgskoïe (pour décharger le dépôt de Nevskoïe), les dates d'ouverture ont été reportées. L'une des principales raisons de la construction de la station a été officiellement déclarée comme la nécessité de protéger les portails des tunnels contre les effets environnementaux négatifs. Le nom provient de la zone industrielle « Parnas », située à 500 mètres à l'est de la station, elle-même tirant son nom historique du mont Parnas dans le parc Shuvalovsky, situé à deux kilomètres à l'ouest. Dans le projet, la station s'appelait « Parnasskaïa ».

## Services aux voyageurs

### Accès et accueil
La station en surface et couverte, dispose d'un bâtiment situé en perpendiculaire de l'axe des voies.

Installations
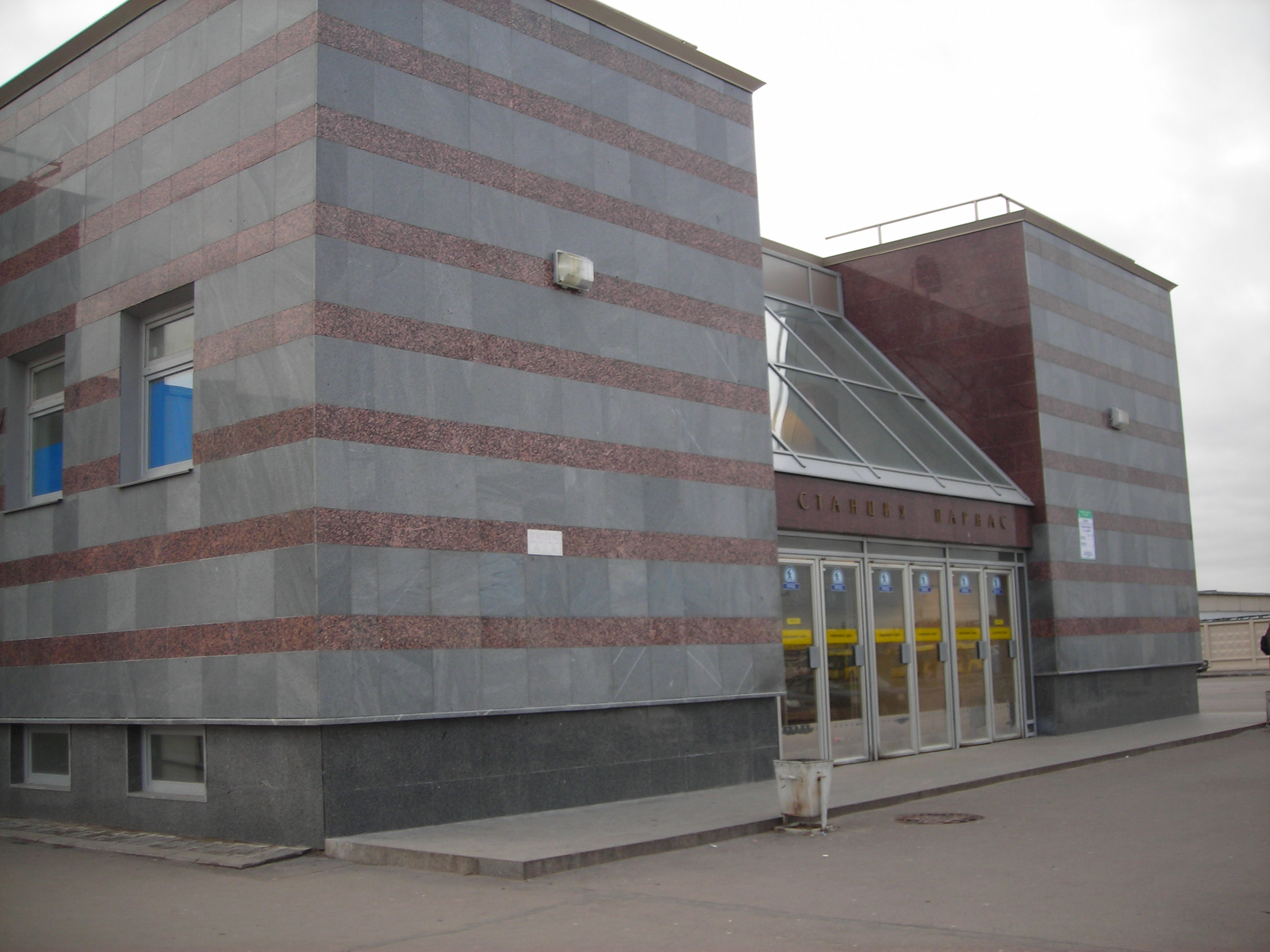
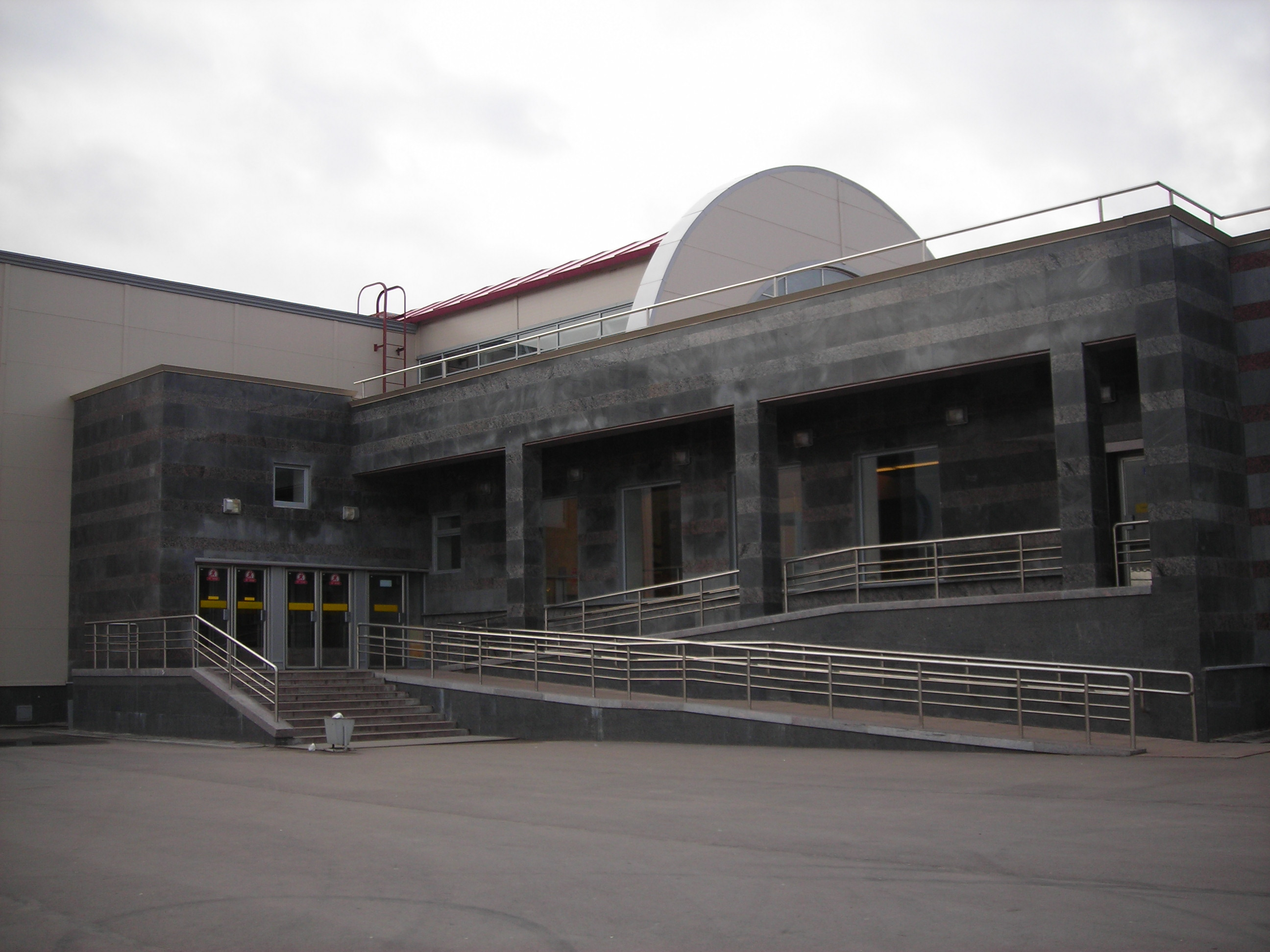
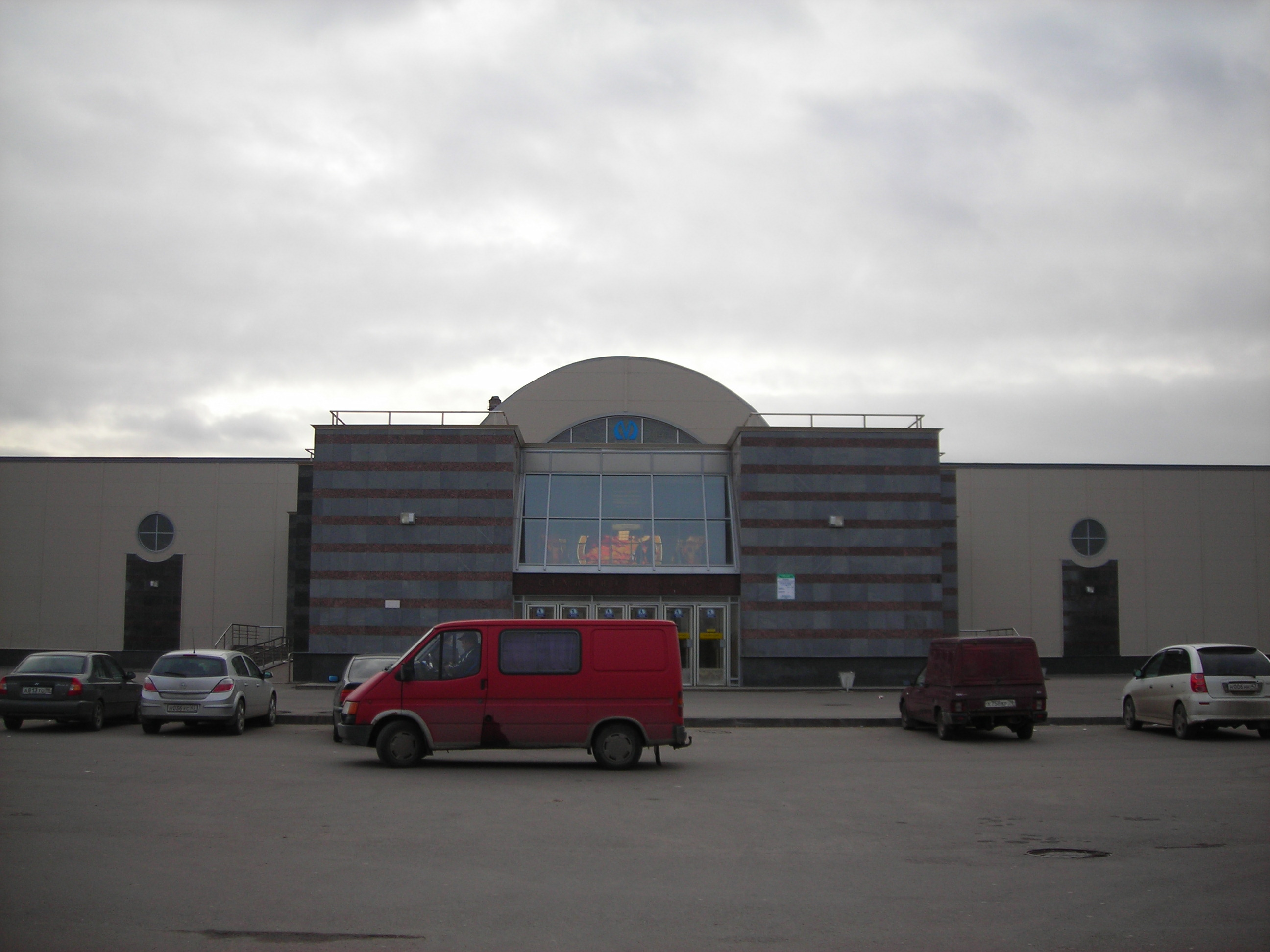

### Desserte
Parnas est desservie par les rames de la ligne 2 du métro de Saint-Pétersbourg.

Installations
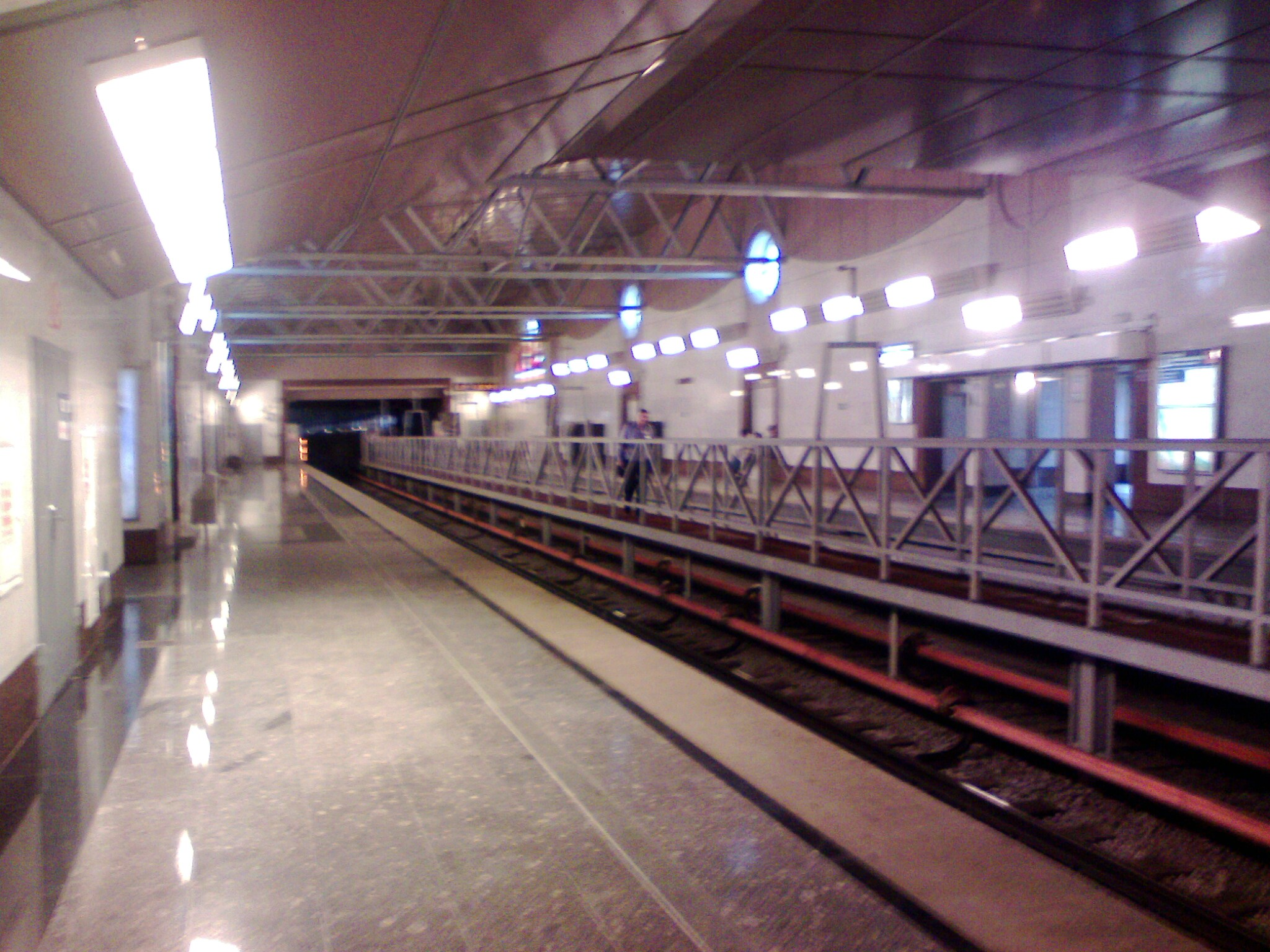
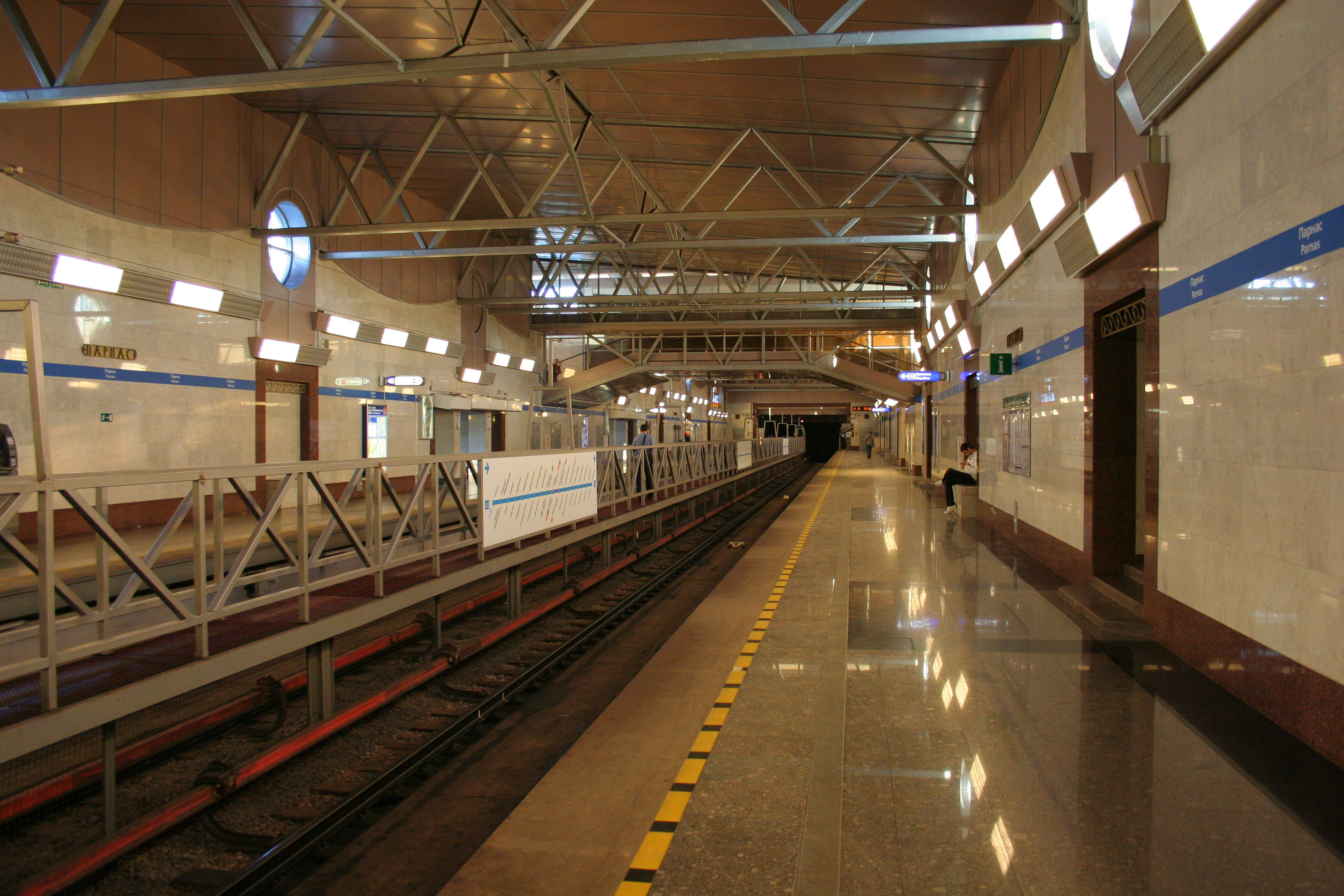

### Intermodalité
À proximité des arrêts de bus sont desservis par plusieurs lignes.